# Weihrauch

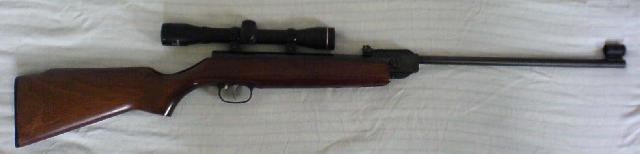

Weihrauch & Weihrauch GmbH & Co. KG è uno storico produttore tedesco di fucili ad aria compressa, pistole ad aria compressa, fucili a cartuccia, revolver e pistole da tiro a segno. In Nord America, sono spesso distribuiti sotto il marchio Beeman.
Fondata a Zella-Mehlis in Germania nel 1899 da Hermann Weihrauch, oggi ha sede a Mellrichstadt.